# Открытое письмо (журнал, Санкт-Петербург)
«Откры́тое письмо́» (в оригинальном написании Открытое Письмо) — иллюстрированная хроника открыток, издававшаяся ежемесячно в Санкт-Петербурге с 1904 по 1906 год в пользу Общины Святой Евгении. Редактор — Ф. Беренштам.

## История и описание
«Открытое письмо» было первым русским специализированным периодическим изданием об открытках. Оно появилось в дореволюционной России в июле 1904 года. По другим сведениям, журнал начал выходить 1 октября 1904 года. Журнал представлял собой иллюстрированную хронику открыток, которая ежемесячно печаталась в Санкт-Петербурге в пользу Общины святой Евгении.
Редактором журнала-хроники был известный график и архитектор, директор Библиотеки Академии художеств Фёдор Густавович Беренштам. В журнале печатались его статьи и заметки, посвящённые истории открытых писем, их общественному и художественному значению.
За два года существования журнала был опубликован 21 номер.
В качестве приложения к журналу подписчики получали открытки, не поступавшие в розничную продажу и потому очень редкие. Всего было 16 открыток-приложений, две из которых были выполнены самим Беренштамом и посвящены Новому году — «С Новым годом!» (1904) и «С новым счастьем» (1905).
Известен также другой журнал по филокартии под тем же названием «Открытое письмо», который издавался в Умани в 1906 году.